# Мартин звичайний
Мартин звичайний (Chroicocephalus ridibundus) — невеликий птах родини мартинових (Laridae), що гніздиться на обширній території Євразії та на атлантичному узбережжі Канади. На більшій частині ареалу це перелітний птах, хоча в деяких районах Західної Європи веде осілий спосіб життя. Гніздиться переважно на невеликих прісноводних водоймах колоніями, розмір яких може досягати кількох тисяч пар. Часто селиться поблизу великих міст і харчових звалищ. У шлюбному вбранні серед інших видів мартинів виділяється темно-коричневою головою і білою потилицею. Це один з найпоширеніших мартинів у світі — його загальна чисельність перевищує 4 млн особин.

## Назва
Сучасне літературне чайка позначає вид Vanellus vanellus. Заст. назви — чайка морська, ібиска

## Зовнішній вигляд

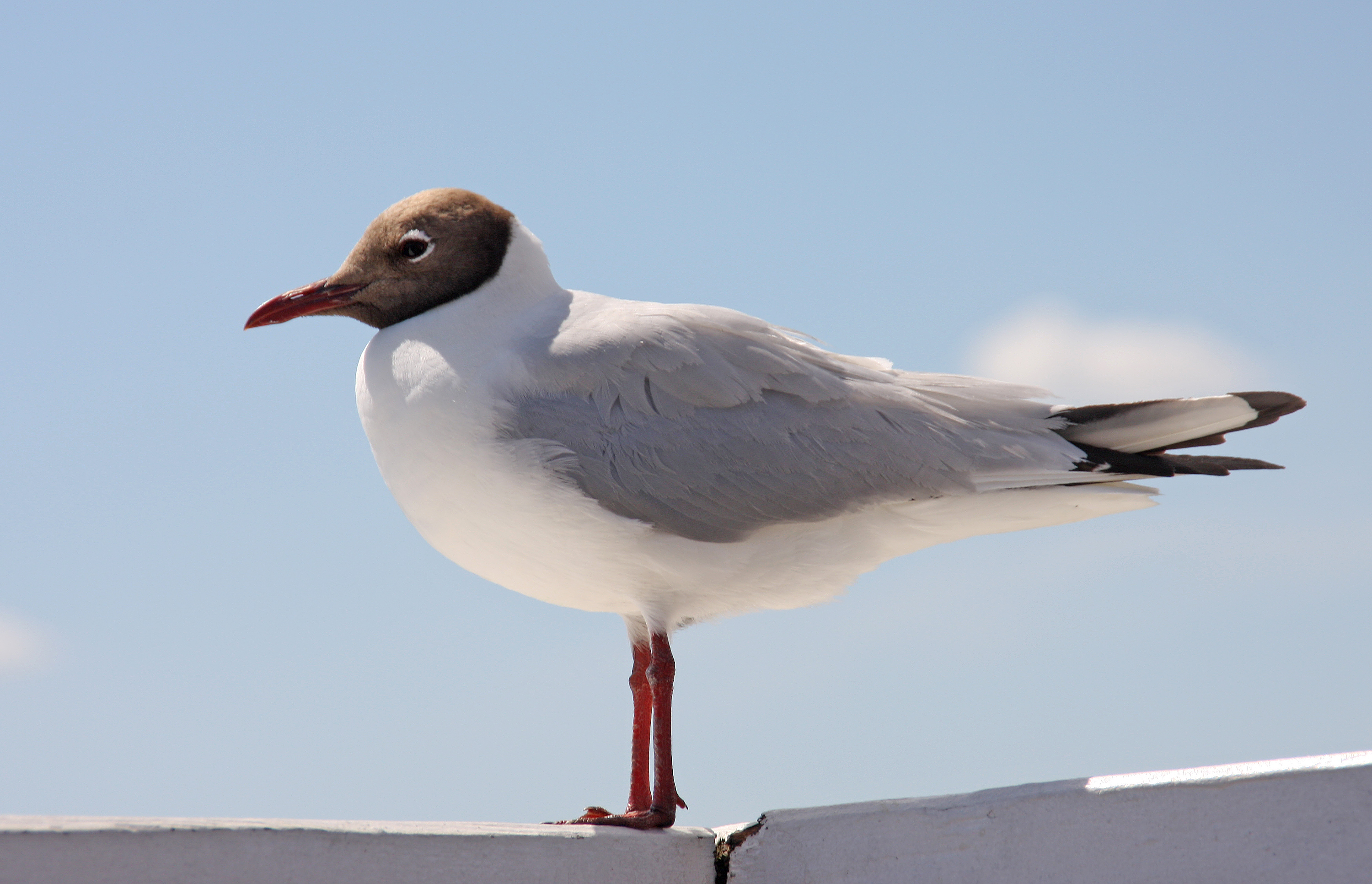
Дорослий у шлюбному вбранні

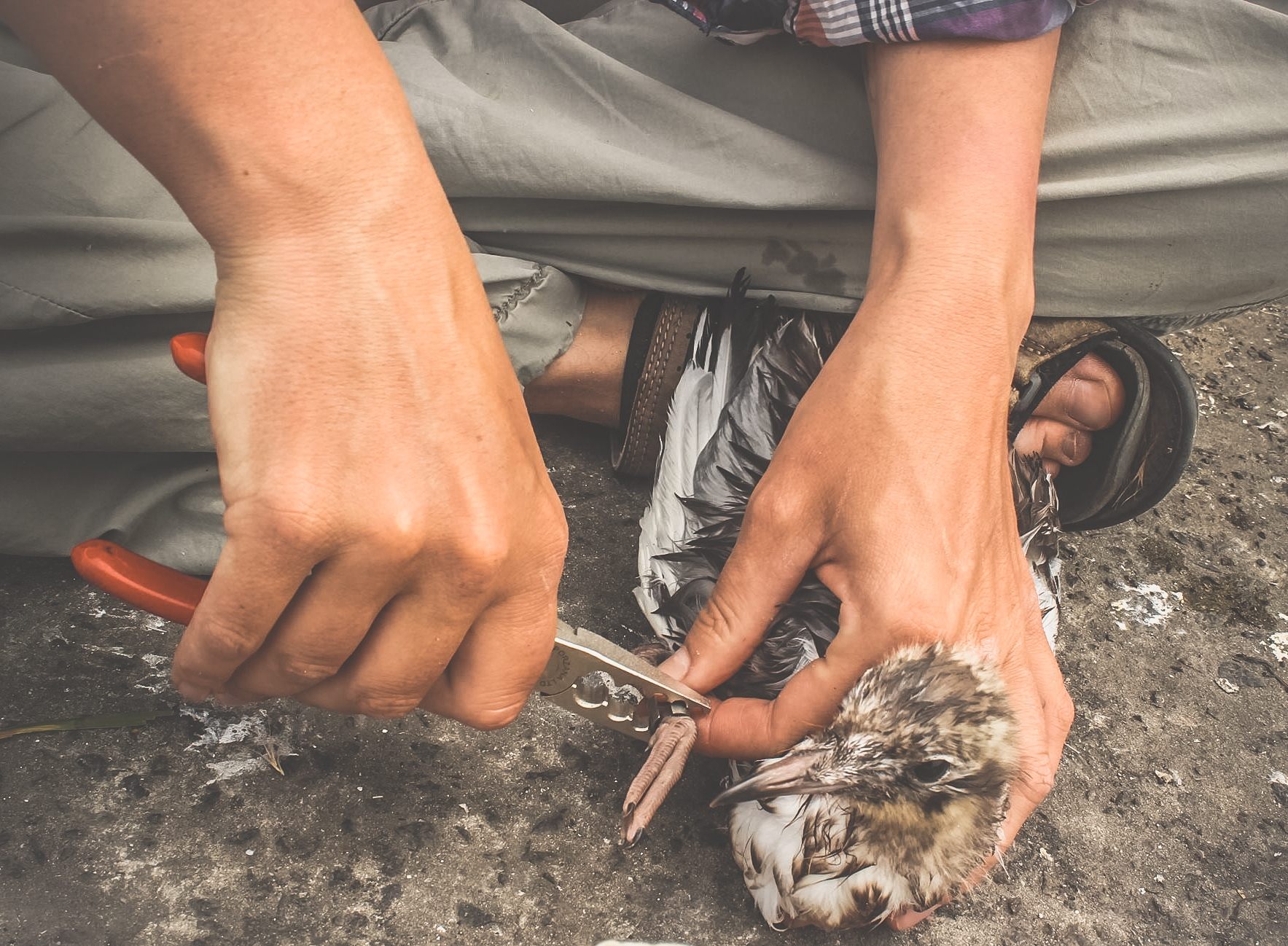
Кільцювання пташеняти мартина звичайного

Мартин середніх розмірів. У шлюбному вбранні має темно-коричневу голову. Кінці крил чорні, нижня сторона крил відносно світла. У зимовому вбранні за забарвленням дуже схожий на мартина тонкодзьобого, але відрізняється від нього коротшими шиєю і дзьобом, більш високим чолом. Молоді птахи — за характерним малюнком верхньої сторони крил добре відрізняються від молодих птахів інших видів.
Самець і самка в шлюбному вбранні. Голова до потилиці, підборіддя і горло темно-коричневі. Очі зверху і знизу облямовані вузькою білою смужкою. Передня і середня частина спини і верхня частина крила сірі. У дистальній частині крила клиноподібна біла пляма, що розширюється до кінця крила. Інша частина оперення — шия, нижня частина тіла, хвіст, надхвістя — білі. Дзьоб, краї повік, ноги — темно-червоні, райдужна оболонка бура.
Дорослі самець і самка в зимовому вбранні. Як у шлюбному вбранні, однак голова біла. Око попереду облямоване чорним. Під оком (іноді і за ним) і в області вушних пер чорно-сірі плями. Дзьоб ясно-червоний з темним кінцем, ноги ясно-червоні.

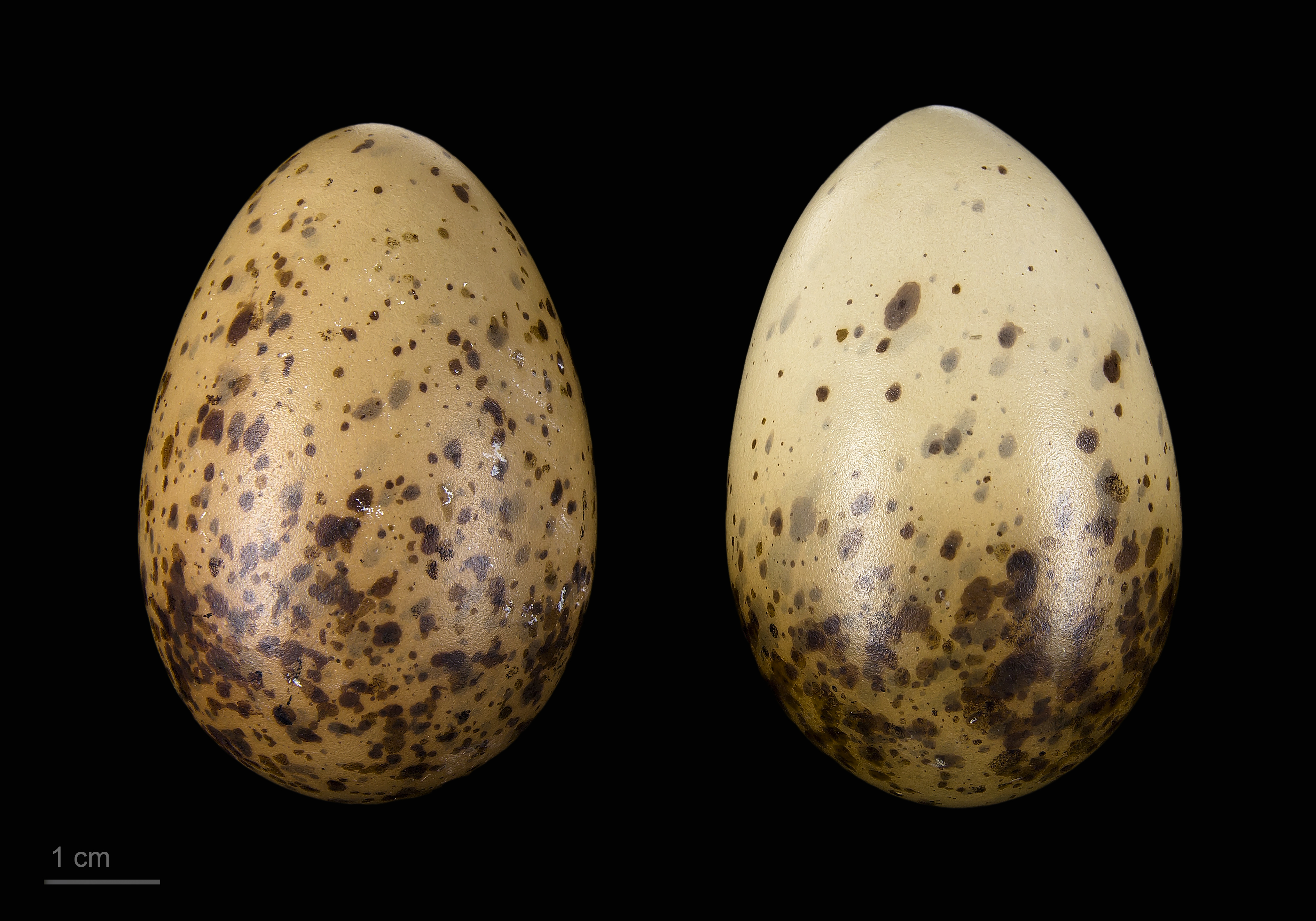
Яйця мартина звичайного (Тулузький музей)

## У культурі
Мартин звичайний є птахом-символом японської столиці Токіо.